# ラディック・ムッサー

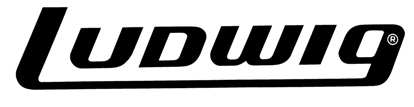
ロゴマーク

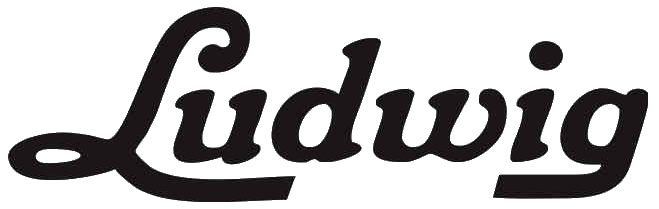
ロゴマーク

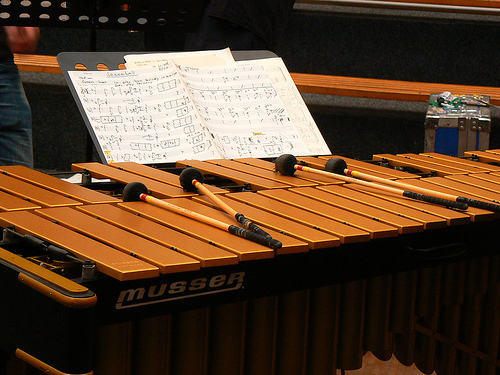
ムッサーのヴィブラフォン

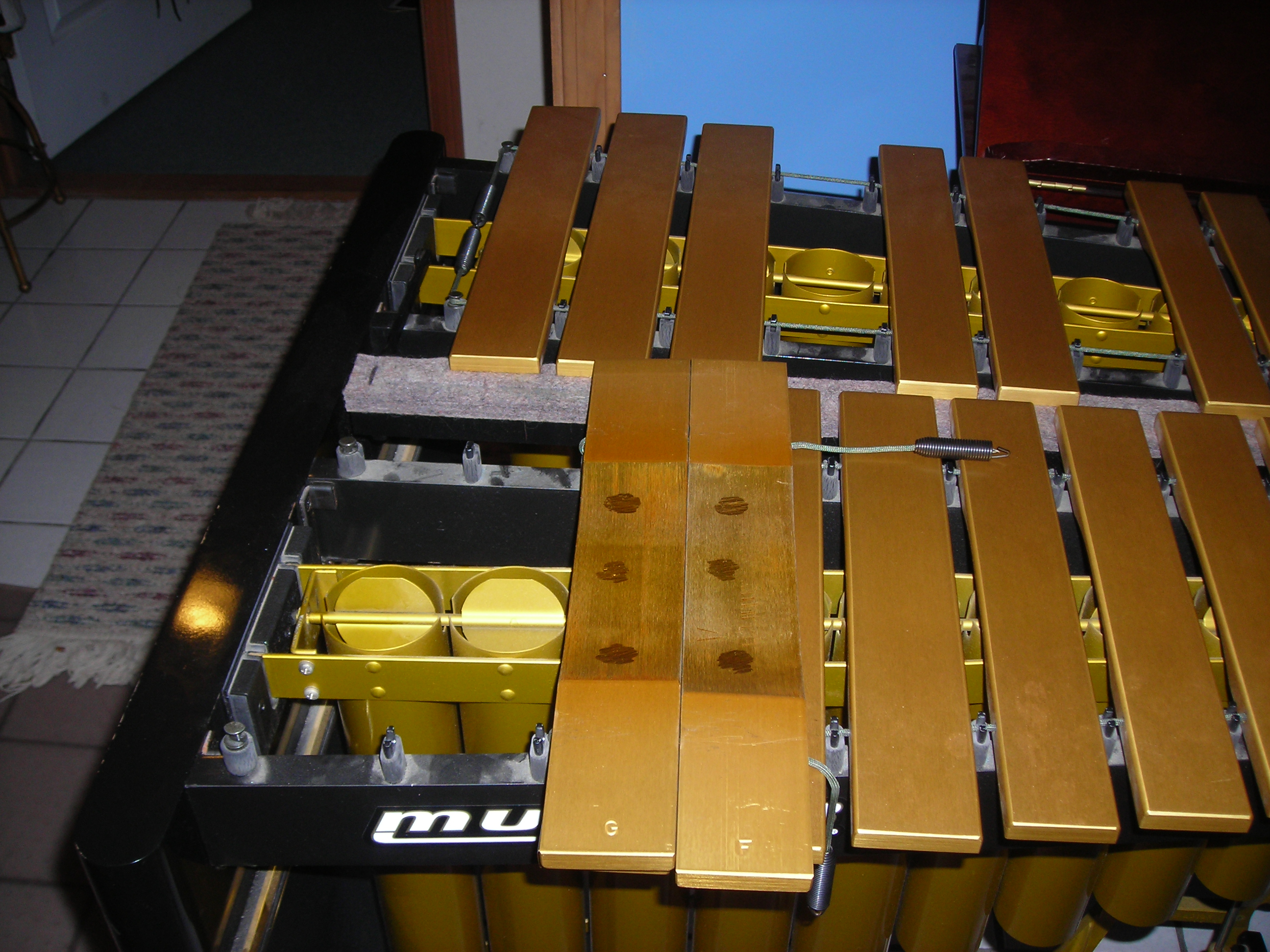
ムッサーのヴィブラフォン
低音域の音板を外した様子

ラディック・ムッサー (Ludwig-Musser) は、アメリカ合衆国の総合打楽器ブランド。ラディック 及び ムッサーの両ブランドを持っていた。現在は、スタインウェイ・ミュージカル・インスツルメンツ傘下、コーン・セルマー内の一部門である。日本では、野中貿易株式会社が代理店契約を結んでいる。
本ブランド公式のカタカナ転写は定められていなく多くの方法があるが、本項では上記の正規輸入元である野中貿易が使用する「ラディック」及び「ムッサー」と記述する。

## 概要
ラディック 及び ムッサーの両ブランドで、打楽器 及び その付帯品を製造・販売する。

### 沿革
- （1887年、ヴィルヘルム・フリードリヒ・ルートヴィヒ（Wilhelm Friedrich Ludwig, 1879年生まれ）、トロンボーン奏者の父ヴィルヘルム・フリードリヒに連れられてドイツからアメリカに移住し、名前もアメリカ風にウィリアム・フレデリック・ラディック（William Frederic Ludwig）に改められる。）
- 1909年、パーカッション奏者として活躍していたウィリアムが移民2世の弟シーオーボルド（Theobald Ludwig,1888年生まれ）と共にシカゴで打楽器販売店Ludwig & Ludwigを設立。
- 1918年、シーオーボルドがスペイン風邪のため30歳で急死。
- 1930年、世界恐慌の影響から経営不振に陥り、C.G. コーンとの経営統合を余儀なくされる。
- 1937年、新経営陣と袂を分かったウィリアムが独立しThe W. F. L. Drum Company[注釈 2]を設立[注釈 3]。
- 1948年、鍵盤打楽器メーカーJ.C. Deaganの従業員で、マリンバ・シロフォン奏者のクレア・オマー・ムッサーがアメリカのシカゴに鍵盤楽器メーカーThe Musser Marimba Companyを設立。
- 1955年、ウィリアムはコーンより会社を買い戻し、名称をThe Ludwig Drum Companyに変更。
- 1964年、「エド・サリヴァン・ショー」におけるザ・ビートルズの伝説的アメリカデビューにより、リンゴ・スターが使用していたラディックのドラムセットが一挙に全米の注目を集め、年商1300万ドルを記録。
- 1966年、The Ludwig Drum CompanyがThe Musser Marimba Companyを買収する。
- 1971年、ウィリアムの死去にともない、息子のウィリアム・F・ラディック・ジュニア（1916年生まれ）が会社を引き継ぐ。
- 1981年、The Selmer Companyによって買収される。
- 1984年、ノースカロライナ州モンローに移転する。
- 2003年、グループ内の再編につき、コーン・セルマーの一部門となる。
- （2008年、ウィリアム・F・ラディック・ジュニア死去。）

## 主な製品
打楽器のうち、以下のような膜鳴楽器と鍵盤打楽器、及び それぞれの楽器群の付帯品を製品群に持つ。

### ラディック
- スネアドラム
- ティンパニ
- バスドラム
- ドラムセット
- マレット
- ドラムスティック

### ムッサー
- シロフォン
- マリンバ
- ヴィブラフォン
- グロッケンシュピール
- チューブラーベル
- マレット

## 使用ミュージシャン

### 海外
- アラン・ホワイト（イエス）
- アレックス・ヴァン・ヘイレン（ヴァン・ヘイレン）
- イアン・ペイス（ディープ・パープル）
- エアジェイ・ヘイル（ヘイルストーム）
- カーマイン・アピス（ヴァニラ・ファッジ、カクタス、ベック・ボガート & アピス）
- カール・パーマー（エマーソン・レイク・アンド・パーマー、エイジア）
- カレン・カーペンター（カーペンターズ）
- コージー・パウエル
- ジョー・モレロ（デイヴ・ブルーベック・カルテット）
- ジョン・ハイズマン（コロシアム）
- ジョン・ボーナム（レッド・ツェッペリン）
- ジンジャー・ベイカー（クリーム、ブラインド・フェイス）
- スティーヴ・ガッド
- ニール・パート（ラッシュ）
- バディ・リッチ
- パトリック・ウィルソン（ウィーザー）
- バン・E・カルロス（チープ・トリック）
- ブライアン・ヒット（REOスピードワゴン）
- マイケル・シュリーヴ（サンタナ）
- マット・フリン（マルーン5）
- ミッチ・ミッチェル（ジミ・ヘンドリックス・エクスペリエンス）
- リヴォン・ヘルム（ザ・バンド）
- リンゴ・スター（ザ・ビートルズ）
- ロジャー・テイラー（クイーン）

など。

### 国内
- 麻生祥一郎
- 荒井智之（sumika）
- 伊藤大地
- 大島賢治（THE HIGH-LOWS、忌野清志郎 & 2・3'S）
- 金田竜也（KALMA）
- 鈴木英哉（Mr.Children）
- 外村公敏
- MARCY（THE BAWDIES）
- MiMi（東京ブラススタイル）
- 屋敷豪太
- 吉木諒祐（THE NOVEMBERS）
- 吉田佳史（TRICERATOPS）

など。

### 楽団

#### 日本
- NHK交響楽団[注釈 4]